# Contea di Bingham
La contea di Bingham (in inglese Bingham County) è una contea dello Stato dell'Idaho, negli Stati Uniti. La popolazione al censimento del 2000 era di 41 735 abitanti. Il capoluogo di contea è Blackfoot.

## Geografia
La contea si trova nel sud-est dello Stato. Il fiume Snake la attraversa dal centro-nord scorrenso verso sud-ovest e terminando nell'American Falls Reservoir. Nella parte occidentale della contea si estende la pianura del fiume Snake e a nord-ovest si trovano alcuni butte.

### Contee confinanti
- Contea di Jefferson - nord
- Contea di Bonneville - est
- Contea di Caribou - sud-est
- Contea di Bannock - sud
- Contea di Power - sud-ovest
- Contea di Blaine - ovest
- Contea di Butte - nord-ovest

## Storia
La contea fu creata nel 1885 dal Territorio dell'Idaho dalla parte nord-orientale della contea di Oneida. Fu chiamata così in onore del politico Henry Harrison Bingham.

## Comuni

### Cities
- Aberdeen
- Atomic City
- Basalt
- Blackfoot
- Firth
- Shelley

### Census-designated places
- Fort Hall
- Groveland
- Moreland
- Riverside
- Rockford